# القصر الوطني الماليزي
القصر الوطني الماليزي ويعرف أيضاً ب إستانا نيجارا وهو المقر الرسمي لملك ماليزيا يانغ دي بيرتوان أغونغ. يقع القصرعلى طول شارع جالان توانكو عبد الحليم (جالان دوتا سابقًا)، ويطل على نهر كلانج، ويقع على أعلى منحدر لأحد التلال هناك، ويوجد بالقرب منه حديقة أوربان أوركارد أو التي كانت تعرف قديمًا باسم "إربان دوسون بارك". ويبعد عن العاصمة نحو 3 كيلو متر بالشمال الغربي. وتبلغ مساحته 98 هكتاراً.

## تصميمه
بني القصرعام 1924 على يد مليونير صيني بتكلفة 150 الف ريغيت ماليزي، وذلك قبل أن يتخذه الجيش الياباني كأحد مقراته التي يدير منها حكم ماليزيا. وفي العام 1957 استطاعت حكومة ولاية سيلانغو الماليزية شراءه من قيادة الجيش الياباني وذلك بعد إنتهاء الحرب العالمية الثانية. اُعيد افتتاحه عام 2011 ليحل محل إستانا نيجارا القديم الذي كان يقع في وسط كوالالمبور، فأعيد تصميمه وأضيفت إليه غرف أخرى ليصبح عددها 20 غرفة بدلًا من 13، إضافة إلى 4 غرف تم تخصيصهم لاستقبال ضيوف القصر من الدبلوماسيين والسفراء الأجانب، ويحتوي على 22 قبة منها اثنتين على شكل أوراق خنفساء ذات طبقات أنيقة، وينقسم إلى ثلاثة أجزاء رئيسية: الجزء الرسمي، والجزء الملكي، والجزء الإداري. وله ثلاثة مداخل رئيسية، مدخل للملك وزوجته ورئيس الحكومة ورئيس الوزراء ونائب رئيس الوزراء وزوجته، ومدخل لكبار الشخصيات والضيوف الملكية، ومدخل مخصص لعامة الناس الذين لديهم موعد مع الملك وأيضًا موظفي إدارة القصر.

## مقتنياته
يعتبر القصر الوطني أحد أشهر القصور الأثرية في مدينة كوالالمبور، فهو يتميز بساحته الكبيرة والمحاطة بالنباتات والزهور من كل الإتجاهات. وتعاقب عليه معظم الملوك الذي حكموا ماليزيا منذ بداية الخمسينيات وحتى الآن، وهو يضم عددًا من الغرف الخاصة بالملك، والتي تعرض فيها مجموعة من النياشين، والهويات الشخصية، بالإضافة إلى جوازات سفره الخاصة، وساعات اليد التي كان يرتديها، وعرض بعضًا من قطع الملابس الخاصة به وبزوجته الملكة، بما في ذلك التاج الملكي. وخصص فيه مكانًا لعرض مقاطع مصورة من الفيديوهات الخاصة بعيد الإستقلال الماليزي، وقد استخدم ماء الذهب في طلاء سقف معظم قاعات وغرف القصر من الداخل.

## تاريخه
في عام 1976 تم نشر الموقع الذي يقع فيه القصر في الجريدة الرسمية، وشارك العديد من المقاولين في التخطيط الأولي له. وبحسب وزير الأشغال آنذاك سامي فيلو، كانت الحاجة إلى قصر جديد ملحة بسبب ضيق المساحة في القصر القديم، وسيتم استخدام 28 هكتارًا فقط لتطوير القصر بينما يتم تخصيص الباقي كمحمية غابات ومنطقة عازلة لأغراض السلامة.
بدأت أعمال التطوير والصيانة في نوفمبر 2007 وبلغت تكلفة البناء 812 مليون رينجيت ماليزي. وضم القصرعناصر معمارية إسلامية وماليزية، وفقًا لتصميمات شركة الهندسة المعمارية Kumpulan Seni Reka Sdn Bhd، وتم الإنتهاء منه في سبتمبر2011. وفي 15 نوفمبر 2011 أُقيم حفل رفع العلم الملكي للإعلان عن إفتتاح القصر الوطني الجديد لماليزيا.

## مرافق القصر
يتكون القصر من مرافق عديدة من أهمها:
- البهو الرئيسي
- قاعة الولائم
- العرش الرئيسي والعرش الصغير
- قاعة للصلاة
- قاعات إنتظار ملكية، وقاعات لكبار الشخصيات، وقاعات للجمهور.
- غرفة اجتماع الحكام.
- المطبخ وغرفة الطعام الملكية والحديقة الملكية
- مكتبة للضيوف
- مسرح صغير
- غرفة التلفاز
- غرفة العلاج
- صالة للألعاب الرياضية والساونا والبخار
- مكتب الأمن
- قاعة متعددة الاغراض
- غرفة الطوارئ
- مهبط طائرات الهليكوبتر
- الإسطبل
- حمام السباحة
- منطقة ترفيهية رياضية